# Werner Hoffmann (Philologe)
Werner Hoffmann (* 19. Januar 1931; † 26. März 2017) war ein deutscher Germanist.

## Leben
Er hatte von 1973 bis 1997 den Lehrstuhl für Ältere deutsche Philologie an der Universität Mannheim inne.

## Schriften (Auswahl)
- Adalbert Stifters Erzählung. Zwei Schwestern. Ein Vergleich der beiden Fassungen. Marburg 1968, OCLC 490268489.
- Kudrun. Ein Beitrag zur Deutung der nachnibelungischen Heldendichtung. Stuttgart 1967, OCLC 898791695.
- Mittelhochdeutsche Heldendichtung. Berlin 1974, ISBN 3-503-00772-5.
- Altdeutsche Metrik. Stuttgart 1981, ISBN 3-924151-09-1.